# Brummanet al-Mashayekh
Brummanet al-Mashayekh (tiếng Ả Rập: برمانة المشايخ) là một thị trấn ở phía tây bắc Syria, một phần hành chính của Tỉnh Tartus, nằm ở phía đông bắc của Tartus. Các địa phương lân cận bao gồm al-Annazeh, Maten al-Sahel và al-Shaykh Badr ở phía tây, Kaff al-Jaa và al-Qadmus ở phía bắc và Wadi al-Oyun và Ayn Halaqim ở phía đông nam. Theo Cục Thống kê Trung ương Syria (CBS), Brummanet al-Mashayekh có dân số 3.666 trong cuộc điều tra dân số năm 2004.